# Jrarat (Shirak)
Jrarat (in armeno Ջրառատ?) è un comune di 1 147 abitanti (2001) della Provincia di Shirak in Armenia.